# Корфез
Корфез (тур. Körfez) је град у Турској у вилајету Коџаели. Према процени из 2009. у граду је живело 130.641 становника.

## Становништво
Према процени, у граду је 2009. живело 130.641 становника.
| 1990.  | 2000.  |
| ------ | ------ |
| 78.707 | 99.322 |